# आ̣
Cette page contient des caractères spéciaux ou non latins. S’ils s’affichent mal (▯, ?, etc.), consultez la page d’aide Unicode.
आ̣, appelé ā nukta, est une voyelle de l’alphasyllabaire devanagari utilisé dans l’écriture du khaling. Elle est composée d’un ā ‹ आ › et d’un point souscrit.

## Utilisation
Le ā nukta est utilisé dans l’écriture du khaling avec l’orthographe de la SIL, transcrit ‹ अ्य › dans le dictionnaire de khaling du projet ANC HimalCo.

## Représentations informatiques
L’u nukta peut être représenté avec les caractères Unicodes suivant :
- décomposé

| formes | représentations | chaînes de caractères | points de code | descriptions                                   |
| ------ | --------------- | --------------------- | -------------- | ---------------------------------------------- |
| pleine | आ़               | आ◌़                    | U+0906 U+093C  | lettre devanagari ā, symbole devanagari noukta |

## Sources
- (en) Guillaume Jacques, Aimée Lahaussois, Dhan Bahadur Rai et Yadav Kumar, Khaling-Nepali-English verb dictionary, Version 1.0, coll. « ANR HimalCo project », 15 décembre 2015 (lire en ligne)
- (en) « Khaling dictionary », sur Webonary.org (consulté le 2 avril 2022)